# Mireille Mathieu (tournée 2014)
Tournées par Mireille Mathieu
Meine größten Erfolge  Allemagne
(avril/Mai 2010) Die größe Tournee zum 50-Jährigen Bühnenjubiläum  Allemagne
(Mars 2015)
Mireille Mathieu est une tournée passant par la France, la Suisse et la Belgique de la chanteuse française Mireille Mathieu afin de fêter ses 50 ans de carrière. Cette tournée francophone débuta à l'Olympia de Paris, lieu mythique du music-hall où la chanteuse fit sa première scène dans la capitale en lever de rideau du concert du chanteur Sacha Distel en décembre 1965 et se termina à Bordeaux.

## Programme
1. Quand on revient
2. Tous les enfants chantent avec moi  Mireille Mathieu en concert à Lille le 14 novembre 2014.

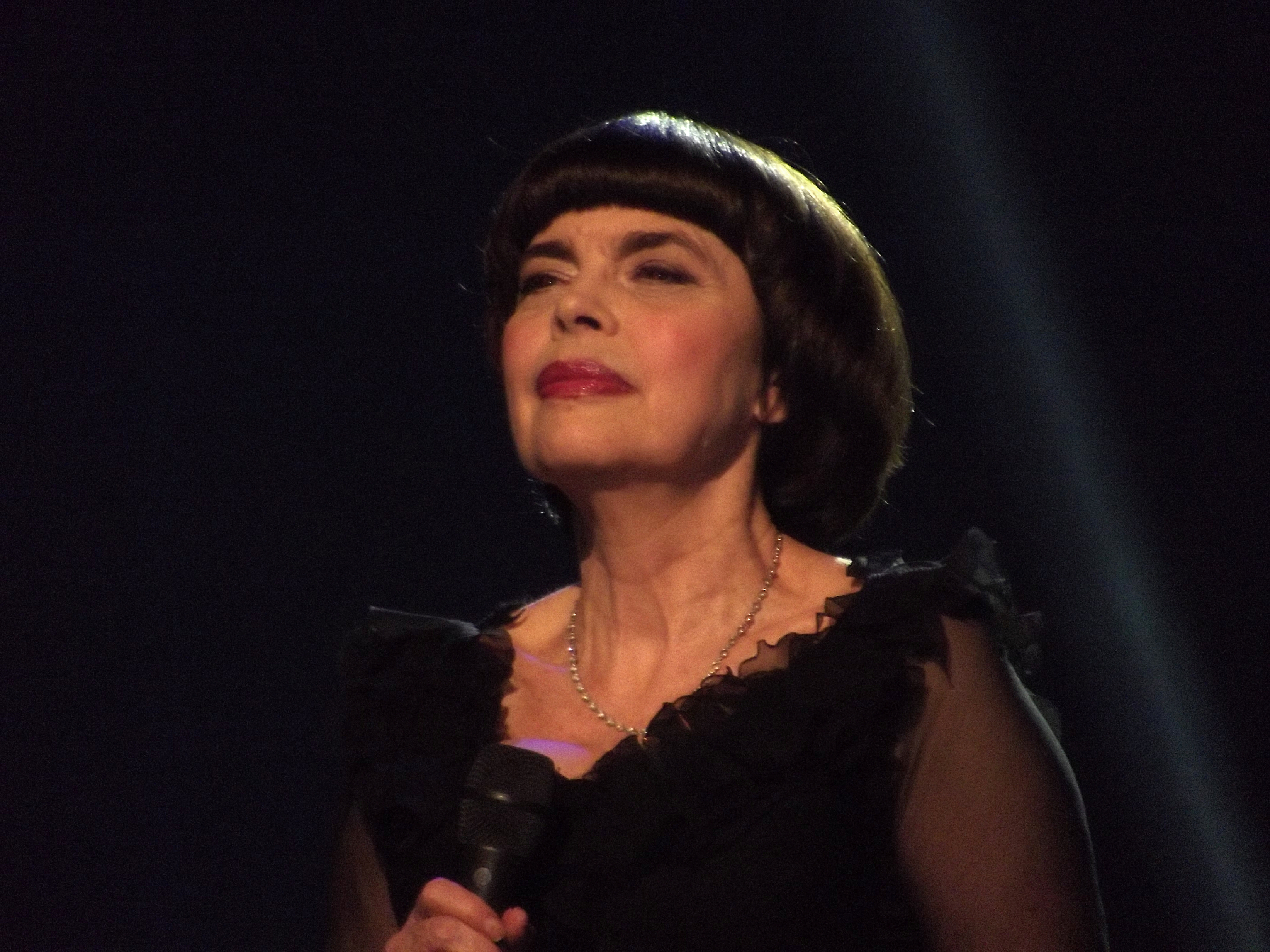
Mireille Mathieu en concert à Lille le 14 novembre 2014.

3. La Paloma adieu
4. Ce soir, ils vont s'aimer
5. Je t'aime à en mourir
6. Une histoire d'amour
7. Una canzone
8. Je t'aime avec ma peau
9. Paris en colère
10. L'Hymne à l'amour
11. Donne ton cœur, donne ta vie
12. Mon credo
13. Santa Maria de la Mer
14. Ce n'est rien
15. Un dernier mot d'amour
16. Acropolis Adieu
17. La voix de Dieu
18. L'amour de Paris
19. Une vie d'amour
20. Medley International
21. Pardonne-moi ce caprice d'enfant
22. On ne vit pas sans se dire adieu
23. Mille colombes
24. Non, je ne regrette rien
25. Prends le temps

## Liste des concerts
| No. | Date        | Ville     | Pays     | Lieu               |
| --- | ----------- | --------- | -------- | ------------------ |
| 1   | 24 octobre  | Paris     | France   | Olympia            |
| 2   | 25 octobre  | Paris     | France   | Olympia            |
| 3   | 26 octobre  | Paris     | France   | Olympia            |
| 4   | 2 novembre  | Bruxelles | Belgique | Cirque Royal       |
| 5   | 6 novembre  | Marseille | France   | Le Silo            |
| 6   | 7 novembre  | Lyon      | France   | Bourse du travail  |
| 7   | 8 novembre  | Avignon   | France   | Opéra d'Avignon    |
| 8   | 9 novembre  | Avignon   | France   | Opéra d'Avignon    |
| 9   | 12 novembre | Genève    | Suisse   | Théâtre du Léman   |
| 10  | 14 novembre | Lille     | France   | Théâtre Sébastopol |
| 11  | 15 novembre | Compiègne | France   | Le Tigre           |
| 12  | 19 novembre | Nantes    | France   | Cité des Congrès   |
| 13  | 20 novembre | Tours     | France   | Le Vinci           |
| 14  | 21 novembre | Bordeaux  | France   | Le Pin Galant      |

## Autour du spectacle
- Alors qu'à l'origine, la chanteuse ne devait faire que 2 dates à Paris, son site officiel annonce le 20 mars 2014[2] l'ajout d'une date (le 26 octobre 2014) pour l'Olympia.
- Chanteuse originaire d'Avignon, elle annonce l'ajout également d'une date (le 9 novembre)[3] à sa série de concerts dans cette ville.
- Lors de son passage au Théâtre Sébastopol de Lille, Mireille Mathieu ajouta à son tour de chant la chanson d'Enrico Macias Les Gens du Nord qu'elle chanta avec sa mère sur scène (car elle est originaire de cette région[4]).
- Après cette série de concerts en France pour ses 50 ans de carrière, la chanteuse effectuera une autre tournée en Allemagne afin d'y fêter également ses 50 ans de carrière. Cette tournée allemande, intitulée Die größe Tournee zum 50-Jährigen Bühnenjubiläum, débute le 1er mars 2015 à Chemnitz[5].